# Pont du Diable (San Miguel de Pedroso)
Pour les articles homonymes, voir Pont du Diable.

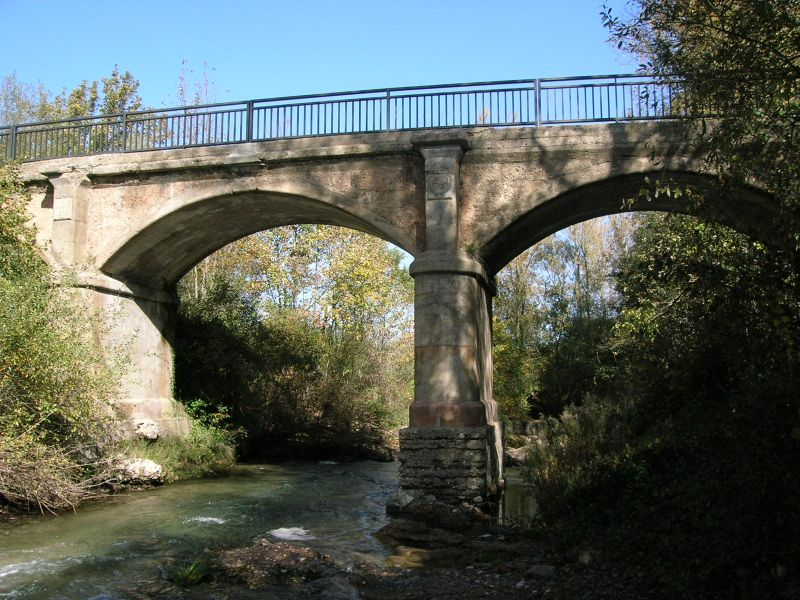
Le pont du diable sur le rio Tiron

Le pont du Diable (Puente del Diablo en espagnol) est un pont situé près du hameau de San Miguel de Pedroso, dans la commune de Belorado (province de Burgos, Espagne), sur la rivière Tirón.
Le pont permet l'entrée depuis la route de Pradoluengo à Belorado (BU-P-8104) au village de San Miguel et la bifurcation qui conduit au village de Puras de Villafranca, situé sur la même commune et dont San Miguel constituait un hameau.
Il est construit à l'origine en 1909. Mais l'actuel est en béton armé avec deux arches. En dessous se trouvent des vasques.

## Mythes et légendes
Une légende raconte que le pont a été très coûteux à construire puisque chaque fois qu'on finissait les travaux, les crues de la rivière le détruisaient. Les travailleurs ont fini par le surnommer Pont du Diable (Puente del Diablo).
On dit également que des êtres mythologiques avec des pieds de canard et un corps de femme habitent près de ce pont.
Voir les lamiñak de la mythologie basque.